# Projecte Willow
El projecte Willow és un projecte de desenvolupament de petroli controvertit de ConocoPhillips situat a la plana costanera de la Reserva Nacional de Petroli d'Alaska, originalment per construir i operar fins a cinc pistes de perforació per a un total de 250 pous de petroli. La infraestructura associada inclou carreteres d'accés, pistes d'aterratge, canonades, una mina de grava i una illa temporal per facilitar el lliurament de mòduls mitjançant barcasses de transport marítim en terres de permagel i dins de les aigües gestionades per l'estat d'Alaska.
El 2016 es va descobrir petroli a la zona de la prospectiva de Willow i l'octubre de 2020, l'Oficina de Gestió de Terres (BLM) va aprovar el projecte de desenvolupament de Willow de ConocoPhillips. Després d'una impugnació judicial el 2021, el BLM va emetre la seva declaració d'impacte ambiental addicional (SEIS) final el febrer de 2023.
Els legisladors d'Alaska dels dos territoris, així com la Corporació Regional del Vessant Àrtic han donat suport al projecte Willow. El 13 de març de 2023, el president Biden va aprovar el projecte.
El projecte podria produir fins a 600 milions de barrils de petroli i 287 milions de tones d'emissions de carboni més altres gasos d'efecte hivernacle. El projecte afectarà negativament la vida salvatge de l'Àrtic i les comunitats natives americanes Nuiqsut, Utqiaġvik, Anaktuvuk Pass, Atqasuk, Point Lay i Wainwright.

## Geografia
La prospecció Willow es troba dins de la Reserva Nacional de Petroli d'Alaska, en una part anomenada Bear Tooth Unit en terres natives, situada íntegrament a la plana costanera àrtica. Aquesta terra està formada per tundra de permagel, un 94% de la qual és aiguamoll i un 5% d'aigua dolça.:16

## Extracció
Durant els seus 30 anys de vida previstos, el projecte Willow podria produir 200.000 barrils de petroli al dia, produint fins a 600 milions de barrils de petroli en total. Segons les estimacions de BLM, Willow podria generar entre 8 i 17 mil milions de dòlars en ingressos. La declaració d'impacte ambiental del BLM va concloure que aquesta quantitat de petroli donaria lloc a 287 milions de tones d'emissions de carboni més altres gasos d'efecte hivernacle.
El juny de 2021, els funcionaris de ConocoPhillips van declarar que havien "identificat fins a 3.000 milions de barrils d'equivalent de petroli de perspectives properes i clients potencials amb característiques similars que podrien aprofitar la infraestructura de Willow... [Willow] desbloqueja la zona occidental".

## Història
L'any 1999, ConocoPhillips va adquirir els primers contractes d'arrendament de la zona de Willow a la part nord-est de la Reserva Nacional de Petroli d'Alaska anomenats Bear Tooth Unit (BTU).
El 2016, ConocoPhillips va perforar dos pous d'exploració de petroli. Va anomenar aquest descobriment amb el nom de Willow. El 2018, va avaluar la gran zona de Willow i va descobrir tres prospectives petrolieres addicionals.
El maig de 2018, ConocoPhillips va sol·licitar oficialment permís per desenvolupar la prospectiva Willow del BLM, per construir i operar cinc pistes de perforació amb 50 pous de petroli cadascun per a un total de 250 pous de petroli, incloent-hi carreteres d'accés i interiors, pistes d'aterratge, canonades, una mina de grava i una illa temporal per facilitar el lliurament de mòduls mitjançant barcasses de transport marítim.
L'agost de 2019, després d'un període a disposició pública de 44 dies i després d'haver consultat 13 entitats tribals i corporacions de la Llei de liquidació de reclamacions natives d'Alaska, el BLM va publicar un esborrany de pla de desenvolupament.
L'agost de 2020, durant l'últim trimestre de l''Administració de Donald Trump, el BLM va aprovar el desenvolupament de l'opció del projecte ConocoPhillips. Es preveu la construcció d'una nova carretera. Tot i que una opció sense carreteres hauria ajudat els moviments del ren a la zona, el BLM en el seu projecte de desenvolupament Willow Record of Decision, publicat l'octubre de 2020, es va posicionar en contra de l'opció sense carreteres, perquè considerava que l'augment del trànsit aeri augmentaria la pertorbació general. ConocoPhillips té previst utilitzar termosifons per congelar el sòl de permagel que es desfà, per mantenir-lo sòlid per a la infraestructura de desenvolupament del petroli. S'esperava que la construcció en aquell moment trigués uns nou anys, per donar feina a fins a 1.650 treballadors estacionals, una mitjana de 373 treballadors anuals i uns 406 empleats a temps complet un cop operatius.
L'agost de 2021, el Tribunal de Districte dels Estats Units per al Districte d'Alaska va impugnar el permís BLM per al projecte Willow, perquè "1) va excloure incorrectament l'anàlisi de les emissions de gasos d'efecte hivernacle estrangers, 2) va eliminar de manera incorrecta les alternatives de l'anàlisi detallada basada en el malentès de BLM dels drets dels arrendataris (és a dir, que els arrendaments suposadament donaven el dret d'extreure "tot el petroli i el gas possibles" de cada contracte d'arrendament) i 3) no van tenir en compte degudament el requisit de la NPRPA d'oferir la "màxima protecció" a una superfície significativa de l'àrea especial del llac Teshekpuk ". :3 Segons els documents rebuts en virtut de la Llei de llibertat d'informació, ConocoPhillips va participar en l'anàlisi de la decisió del tribunal i en el desenvolupament de la següent revisió suplementària.
El juliol de 2022, el BLM va publicar un esborrany de SEIS en resposta a l'ordre del Tribunal de Districte.
L'agost de 2022, la corporació nativa d'Alaska del poble de Nuiqsut va presentar comentaris a l'esborrany de SEIS afavorint un nombre reduït de plaques de perforació de cinc a quatre, carreteres de grava més curtes i la protecció del llac Teshekpuk. :48–66
L'1 de febrer de 2023, el BLM va completar el SEIS final, aprovant el projecte amb tres coixinets de perforació amb 50 pous de petroli cadascun per a un total de 150 pous de petroli. Els legisladors d'Alaska d'ambdós bàndols, així com l'Arctic Slope Regional Corporation, han donat suport al projecte Willow. A partir del març de 2023, el Departament de l'Interior va permetre a ConocoPhillips construir una nova carretera de gel a partir del sistema viari existent de Kuparuk al lloc de perforació del camp petrolier del riu Kuparuk i utilitzar un pont de gel parcialment aterrat a través del riu Colville a prop d'Ocean Point "per transportar mòduls de transport marítim" a la zona de perforació del projecte Willow.
A partir del març de 2023, l'atenció dels mitjans i l'interès públic van anar augmentant, i hi va haver una petició que instava el president Biden a "dir no al projecte Willow", signada per més de 2,4 milions de persones. El 13 de març de 2023, el president Biden va aprovar el projecte.

## Justícia mediambiental
El febrer del 2023, a la SEIS final, el BLM va predir efectes adversos sobre la salut pública,:420–27 la subsistència:373,425, 439 i el sistema sòciocultural.:439 La població Nuiqsut es veuria afectada d'una manera desproporcionada amb la disminució de la disponibilitat de recursos alimentaris, la disminució de l'accés a la recol·lecció i l'augment de la seguretat alimentària.:439 També va assenyalar que el projecte afectaria negativament altres comunitats natives americanes d'Utqiaġvik, Anaktuvuk Pass, i Atqasuk.